# Melica bulbosa
Melica bulbosa là một loài thực vật có hoa trong họ Hòa thảo. Loài này được Porter & J.M.Coult. mô tả khoa học đầu tiên năm 1874.

## Hình ảnh

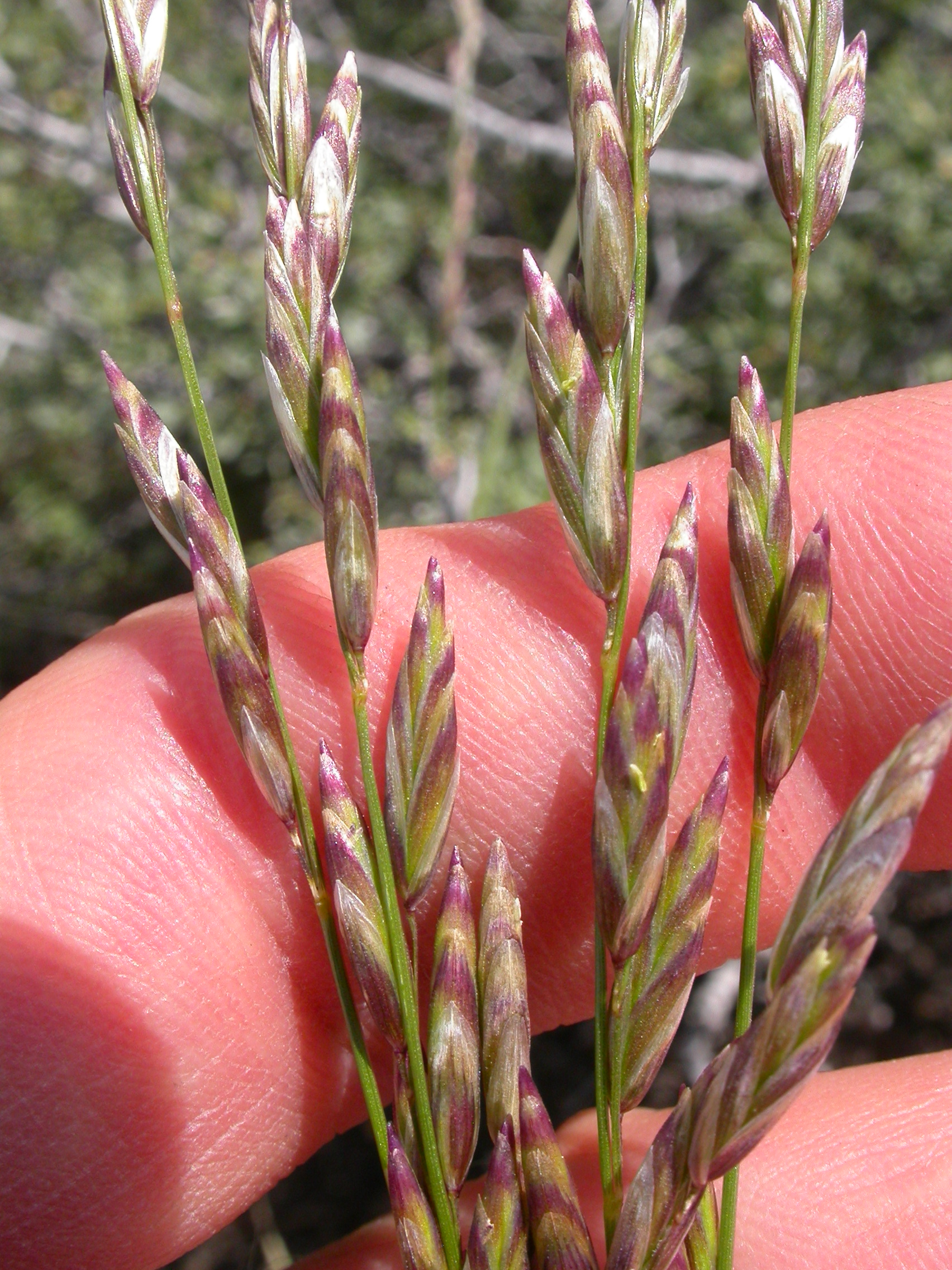
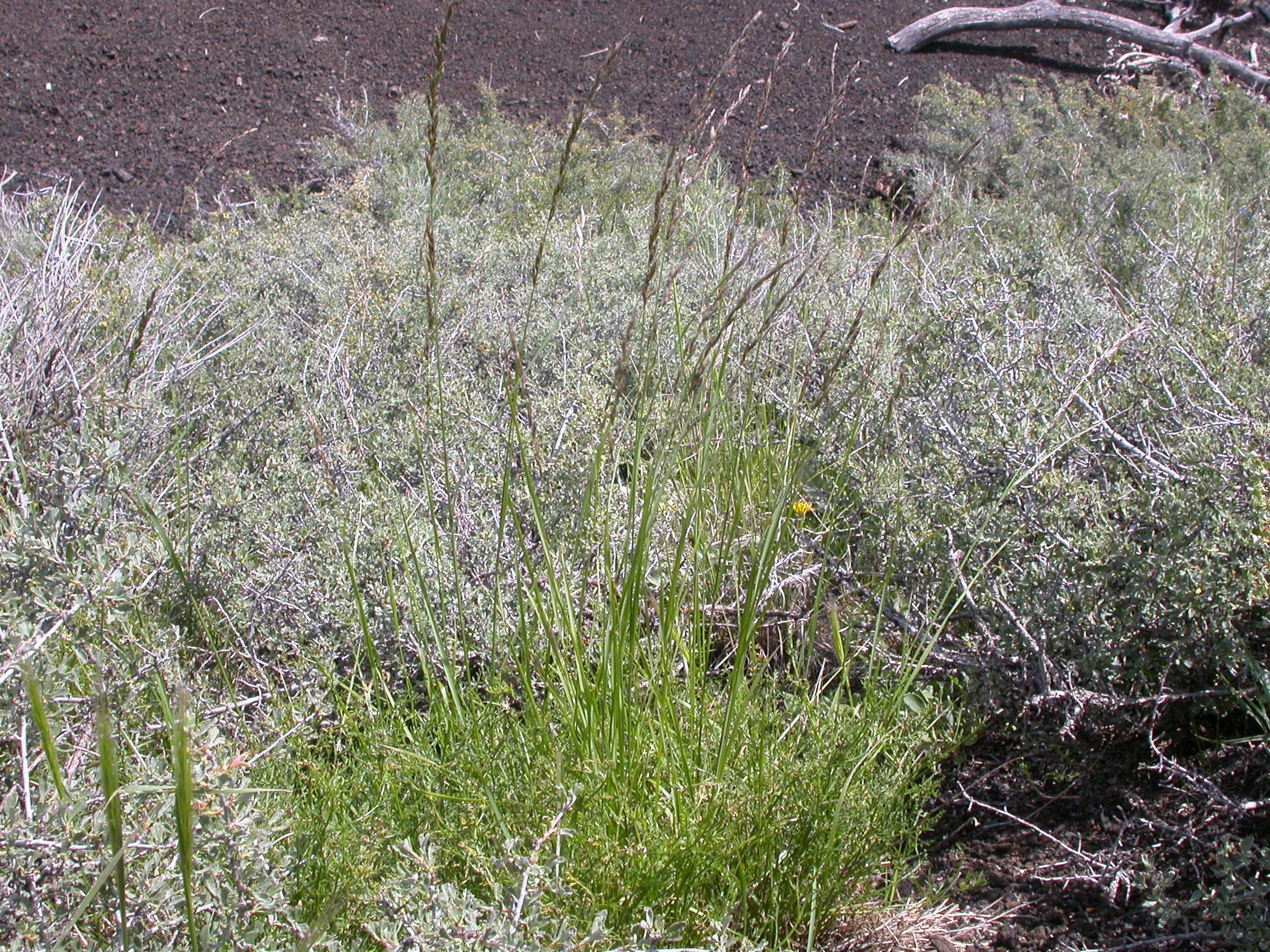